# アセンション (アルバム)
『アセンション』（Ascension）は、ジャズ・サックス奏者ジョン・コルトレーンが、1965年に発表したアルバム。コルトレーンが本格的にフリー・ジャズの分野に手を染めた作品として知られる。2種類の演奏が存在し、発表直後はエディションIを収録していたが、コルトレーンの意向によりエディションIIに差し替えられた。現行CDでは両方のテイクを収録。

## 解説
1964年にオーネット・コールマンらと共演し、フリー・ジャズの可能性に注目したコルトレーンは、コールマンのアルバム『フリー・ジャズ』に影響を受けた集団即興作品を作ろうと考える。そして、レギュラー・カルテットにトランペット奏者2人、サックス奏者4人、ベーシスト1人を加えた大編成で、本作を制作。集団即興による轟音と、各メンバーのソロが交互に登場する構成となっている。
ソロ・オーダーは以下の通り。
- エディションII - ジョン・コルトレーン→デューイ・ジョンソン→ファラオ・サンダース→フレディ・ハバード→ジョン・チカイ→アーチー・シェップ→マリオン・ブラウン→マッコイ・タイナー→アート・デイヴィス&ジミー・ギャリソン
- エディションI - ジョン・コルトレーン→デューイ・ジョンソン→ファラオ・サンダース→フレディ・ハバード→アーチー・シェップ→ジョン・チカイ→マリオン・ブラウン→マッコイ・タイナー→アート・デイヴィス&ジミー・ギャリソン→エルヴィン・ジョーンズ

ジョン・マクラフリンは、本作を聴いて「一種のトランス状態に入り、自分がアフリカまで空を飛んでゆく姿を見たことがあった」と語っている。

## 収録曲
いずれもジョン・コルトレーン作曲。
1. アセンション（エディションII） - "Ascension (Edition II)"（40分23秒）
2. アセンション（エディションI） - "Ascension (Edition I)"（38分31秒）

## 演奏メンバー
- ジョン・コルトレーン - テナー・サックス
- フレディ・ハバード - トランペット
- デューイ・ジョンソン - トランペット
- ジョン・チカイ - アルト・サックス
- マリオン・ブラウン - アルト・サックス
- ファラオ・サンダース - テナー・サックス
- アーチー・シェップ - テナー・サックス
- マッコイ・タイナー - ピアノ
- ジミー・ギャリソン - ベース
- アート・デイヴィス - ベース
- エルヴィン・ジョーンズ - ドラム